# Sebastianbach
Der Sebastianbach ist ein Bach, der durch die im südlichen Niederösterreich gelegene Marktgemeinde Puchberg am Schneeberg fließt. 
Die Quelle des Baches befindet sich in Losenheim, westlich der Talstation der Schneeberg-Sesselbahn. Der Bach fließt dann östlich Richtung Puchberger Ortszentrum, wo er den um 1900 künstlich angelegten Teich speist, und dann neben der Wiener Neustädter Straße weiter fließt, ehe er in die Sierning mündet.

## Frühere Nutzung
Um 1900 gab es in der Gemeinde Puchberg am Schneeberg insgesamt 38 Sägemühlen, von denen mehrere durch den Sebastianbach angetrieben wurden. Auf Grund der fortschreitenden Elektrifizierung im 20. Jahrhundert waren sie dem Verfall preisgegeben, da diese auf die neue Technik nicht angepasst werden konnten. Heute sind nur mehr drei Gattersägen in Betrieb, die jedoch von Dieselmotoren angetrieben werden.